# Brungumpad härmtrast
Brungumpad härmtrast (Toxostoma crissale) är en tätting i familjen härmtrastar inom ordningen tättingar som förekommer i sydvästra USA samt norra och centrala Mexiko.

## Kännetecken

### Utseende
Brungumpad härmtrast är en stor (26,5–30,5 cm) och gråaktig härmtrast med lång stjärt, långa ben och en lång och kraftigt nedåtböjd näbb. Den är mycket lik kalifornienhärmtrast, men skiljer sig genom övervägande grå fjäderdräkt, ljust öga och rostbruna undre stjärttäckare. På huvudet syns även ett tydligt strupstreck.

### Läten
Sången är relativt musikalisk och mjukare än både kalifornisk härmtrast och bågnäbbad härmtrast, med inslag av "quit"-toner. Lätet är ett rullande och stigande "pjurrre-durrre".

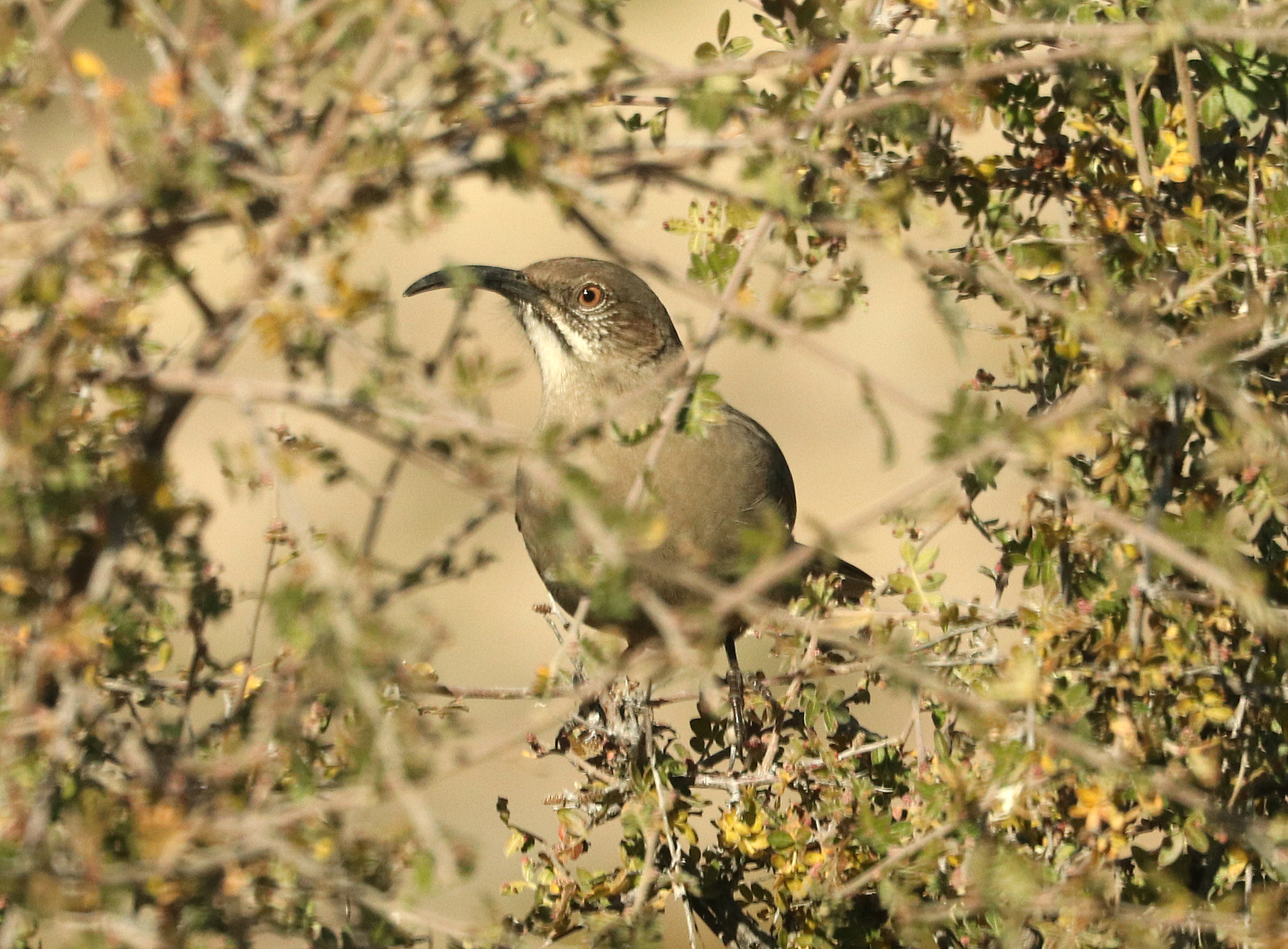

## Utbredning och systematik
Brungumpad härmtrast delas in i fyra underarter med följande utbredning:
- Toxostoma crissale coloradense – torra södra Kalifornien och Arizona till nordöstra Baja California och nordvästra Sonora
- Toxostoma crissale crissale – torra sydvästra USA, västra Texas och norra Mexiko (Sonora i nordvästra Coahuila)
- Toxostoma crissale trinitatis – norra Baja California (Valle de La Trinidad)
- Toxostoma crissale dumosum – norra Mexiko (Zacatecas, södra Coahuila, San Luis Potosí och Hidalgo)

Underarten trinitatis inkluderas ofta i nominatformen.

## Levnadssätt
Brungumpad härmtrast förekommer i tät mesquite och annan buskmark i ökenartade torra flodbäddar. Där för den en tillbakadragen tillvaro och är svår att få syn på. Den lever mestadels av insekter, men utanför häckningstid även bär och frön. Äggläggning inleds i februari–mars i lägre liggande områden, i april i högre liggande.

## Status och hot
Arten har ett stort utbredningsområde och en stor population med stabil utveckling som inte tros vara utsatt för något substantiellt hot. Utifrån dessa kriterier kategoriserar internationella naturvårdsunionen IUCN arten som livskraftig (LC).

## Namn
På svenska har fågeln även kallats crissalhärmtrast.